# José Demaría Vázquez "Campúa"
José Demaría Vázquez (Madrid, 18 de septiembre de 1900-Madrid, 28 de febrero de 1975), conocido como Pepe Campúa, fue un fotógrafo y empresario teatral y cinematográfico español. Era hijo del también fotógrafo José L. Demaría López «Campúa», del que heredó su nombre artístico.

## Biografía
Acabados sus estudios en el Liceo y tras un primer intento de dedicarse a la pintura —frecuentó el estudio del pintor Joaquín Sorolla a quien le pidió que le enseñara el oficio—decidió que su vocación era la fotografía y el periodismo, se independiza de sus padres y crea la "Agencia Express".
Empezó a colaborar en diversos medios como El Fígaro, Nuevo Mundo, Mundo Gráfico y La Esfera, entre otros. En los años 1920, al igual que su padre, realizó importantes trabajos fotográficos durante las acciones bélicas desarrolladas en el norte de África, como la toma de Gurugú en 1921. En esos años viajó a diversos países recogiendo imágenes de la actualidad política y social del momento tanto en fotografías como en cine.
Alcanzó gran prestigio cuando en 1922 fue el único reportero gráfico que acompañó a Alfonso XIII en su viaje a Las Hurdes. En esos años estuvo considerado entre los mejores reporteros gráficos españoles junto a Alfonso Sánchez Portela, José María Díaz Casariego y Luis Ramón Marín que estuvieron trabajando en equipo en la publicación Mundo Gráfico que dirigió su padre hasta su asesinato en septiembre de 1936, a manos de los milicianos del Frente Popular, en la checa de Fomento (Bellas Artes).
Además de trabajar como reportero, desarrolló su actividad como empresario cinematográfico, primero en la gestión del cine Royalty y luego poniendo en marcha el cine Actualidades, donde proyectaba sus propios reportajes y noticias. En 1935 inauguró el cine Madrid-París en la antigua sede de los almacenes del mismo nombre en la Gran Vía madrileña.
En junio de 1936 constituyó la Unión de Informadores Gráficos y ocupó el cargo de presidente. En septiembre de 1936 tuvo que huir de España junto con su esposa Emma a través de la embajada de Argentina, embarcando en el destructor Tucumán en Alicante.
Desde Francia regresó a España y se estableció en San Sebastián. Durante la guerra civil realizó gran cantidad de fotografías tanto en el frente como en la retaguardia. Sus fotografías se publicaron durante la contienda, principalmente en la revista Fotos (que se estuvo editando hasta 1963) y en el ABC de su edición nacional en Sevilla. Su primera exposición de fotografías de guerra la realizó en Ceuta en 1945. Sus imágenes de la guerra se hicieron presentes en multitud de publicaciones. Ya en el siglo XXI, sus imágenes pudieron contemplarse en varias exposiciones como; "Lérida 1938. Fotografías de José Demaría Campúa realizada en 2008, "Teruel Ciudad Devastada" en Teruel en 2019 o "El Fil al front" en Lérida en 2019.
Acabada la contienda retomó con intensidad su actividad de empresario teatral y de cine, terreno en el que ayudó a iniciar la carrera de reconocidos artistas del espectáculo, pero sin abandonar su estudio, especializado en el retrato. El 2 de junio de 1942 fue procesado por su afiliación en 1928 a la logia masónica "La Unión", aunque jamás había realizado actividad alguna en aquella organización. En 1945 se le devolvió el cine Actualidades, que le había sido embargado por la República, pero su principal actividad siguió siendo la fotografía a través de su empresa "Agencia Gráfica Campúa", que colaboraba con La Vanguardia, ABC, Hola y muchas otras publicaciones españolas y extranjeras.
Su dedicación a la fotografía de la familia real española no cesó, ni durante la guerra civil ni durante los años posteriores. Viajó a Roma y a Estoril en numerosas ocasiones, para retratar a sus miembros como fotógrafo autorizado de la Casa Real. Así, son famosas sus imágenes del nacimiento y bautizo del príncipe Juan Carlos, los retratos de Alfonso XIII en Roma, poco antes de su fallecimiento, de Juan de Borbón y del resto de la familia en numerosos actos y celebraciones. El Álbum de Campúa, dedicado a la familia real española, es una muestra de su arte retratístico.
Campúa mantuvo su actividad profesional hasta los últimos días de su vida y fue uno de los fotorreporteros que más hizo por prestigiar esta profesión. Creó la Institución de Defensa de la Propiedad Intelectual Fotográfica, perteneció a la Asociación de la Prensa desde su reconstrucción en San Sebastián durante la guerra civil, fue presidente de la Asociación de Informadores Gráficos de España y vicepresidente de la Asociación Internacional de Fotógrafos de Prensa. Periodista de Honor, recibió su título de manos del ministro de Información y Turismo Manuel Fraga Iribarne. Fue consejero nacional de Prensa y profesor de la Escuela Oficial de Periodismo, fundada por Ángel Herrera Oria.
Por su estudio, que primero estuvo ubicado en la avenida de José Antonio (hoy Gran Vía) entre 1941 y 1948 y luego en la calle de Bárbara de Braganza desde 1949 hasta su muerte, pasaron multitud de personajes de la sociedad, las artes y la política para tener un retrato de Campúa. Campúa conoce a Juan Gyenes en 1941 y lo contrató como "director artístico" encargado de los decorados y montajes para los retratos. Gyenes trabajó en el estudio Campúa hasta 1947, año en que abrió su propio estudio fotográfico.

## Vida personal
En 1925 se casó con Esther Piñerúa Fernández del Nogal, hija del científico español Eugenio Piñerúa y Álvarez. Con ella tuvo una única hija, Esther Demaría Piñerúa. En 1932 se divorció de Esther, a petición de esta y en 1935 se casó con Emma Viller Guerrero. Con la victoria del bando sublevado, la Ley de Divorcio de la II República fue abolida y con ello su divorcio de Esther y su posterior matrimonio con Emma fueron anulados. En 1956 obtuvo la separación canónica de Esther continuando unido sentimentalmente a Emma hasta casi el final de sus días.
El 28 de febrero de 1975 falleció en Madrid, y su estudio y agencia gráfica se cerraron.

## Homenajes
Desde 2006 una calle en Jerez lleva su nombre a propuesta de la asociación cultural jerezana Cine-Club Popular de Jerez.
En 2010, la figura de Campúa es recuperada, junto con la de otros tres fotógrafos (Alfonso Sánchez Portela, José María Díaz-Casariego y Luis Ramón Marín) en el documental "Héroes sin armas", dirigido por Ana Pérez de la Fuente y Marta Arribas y promovido por la Sociedad Estatal de Conmemoraciones Culturales. En él su nieto José Fernández Demaría, comenta la obra y vida de su abuelo. El documental relata el trabajo que realizaron estos cuatro fotógrafos durante la guerra civil española y, especialmente, en el Frente de Madrid.
En 2013 la Editorial Península edita su antología con el título "José Demaría "Campúa" Viviendo entre fotos, antología de un reportero y artista gráfico, escrita por Rafael Moreno Izquierdo y José F. Demaría.
En 2015 se publica La batalla de Teruel en la cámara de Campúa escrito por su nieto José F. Demaría.
En 2018 se publica el libro Campúa, escrito por una de sus bisnietas: Cristina Ruiz Fernández.
José Demaría Vázquez recibió numerosas distinciones civiles y militares, entre las que destacan:
- La Medalla de la Campaña de Marruecos.
- La Medalla de Plata al Mérito en el Trabajo.
- La Gran Cruz de la Orden del Mérito Civil.
- La Gran Cruz de la Orden de Cisneros.
- La Gran Cruz de la Orden de Isabel la Católica.
- La Cruz al Mérito Militar con distintivo rojo (en dos ocasiones).
- La Cruz al Mérito Militar con distintivo blanco.
- La Cruz al Mérito Aeronáutico con distintivo blanco.
- La Medalla de la Campaña 1936-1939.